# Míssil balístico de alcance intermediário

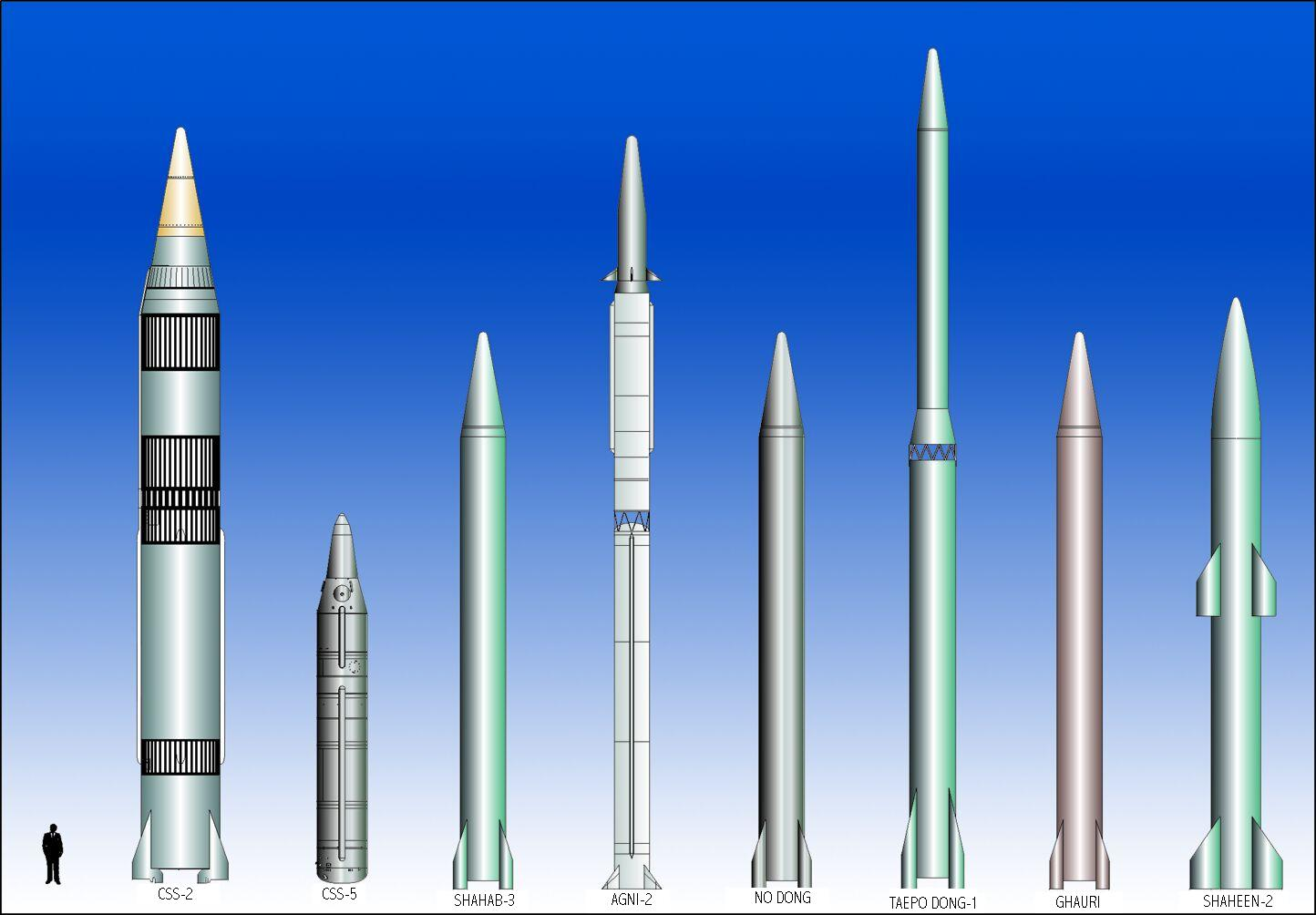
Mísseis IRBM e MRBM.

Um Míssil balístico de alcance intermediário (IRBM) (sigla em inglês, IRBM), é um Míssil balístico com alcance de 3 500–5 500 km, entre um Míssil balístico de médio alcance (sigla em inglês, MRBM) e um Míssil balístico intercontinental (sigla em inglês, ICBM). A classificação de mísseis balísticos por alcance é feita principalmente por conveniência; em princípio, há muito pouca diferença entre um ICBM de baixo desempenho e um IRBM de alto desempenho, porque diminuir a massa da carga útil pode aumentar o alcance sobre o limite do ICBM. A definição de alcance usada aqui é usada pela Agência de Defesa de Mísseis dos Estados Unidos. Algumas outras fontes incluem uma categoria adicional, o míssil balístico de longo alcance (sigla em inglês, LRBM), para descrever mísseis com um intervalo entre IRBMs e ICBMs verdadeiros. O termo mais moderno míssil balístico de teatro abrange MRBMs e SRBMs, incluindo qualquer míssil balístico com um alcance inferior a 3 500 km.
O progenitor do IRBM foi o foguete A4b alado para maior alcance e baseado no famoso foguete V-2 (Vergeltung, ou "Reprisal", oficialmente chamado de A4) projetado por Wernher von Braun amplamente utilizado pela Alemanha nazista no final da II Guerra Mundial para bombardear cidades inglesas e belgas. O A4b foi o protótipo do estágio superior do foguete A9 / A10. O objetivo do programa era construir um míssil capaz de bombardear Nova York quando lançado na França ou Espanha (ver Amerika Bomber). Os foguetes A4b foram testados algumas vezes em dezembro de 1944 e janeiro e fevereiro de 1945. Todos esses foguetes usavam propelente líquido. O A4b usava um sistema de orientação inercial, enquanto o A9 teria sido controlado por um piloto. Eles começaram a partir de uma plataforma de lançamento não móvel.

## História
O progenitor do IRBM foi o foguete A4b alado para maior alcance e baseado no famoso foguete V-2 (Vergeltung, ou "Reprisal", oficialmente chamado de A4) projetado por Wernher von Braun amplamente utilizado pela Alemanha nazista no final da II Guerra Mundial para bombardear cidades inglesas e belgas. O A4b foi o protótipo do estágio superior do foguete A9 / A10. O objetivo do programa era construir um míssil capaz de bombardear Nova York quando lançado na França ou Espanha (ver Amerika Bomber). Os foguetes A4b foram testados algumas vezes em dezembro de 1944 e janeiro e fevereiro de 1945. Todos esses foguetes usavam propelente líquido. O A4b usava um sistema de orientação inercial, enquanto o A9 teria sido controlado por um piloto. Eles começaram a partir de uma plataforma de lançamento não móvel.
Após a Segunda Guerra Mundial, von Braun e outros importantes cientistas nazistas foram secretamente transferidos para os Estados Unidos para trabalhar diretamente para o Exército dos Estados Unidos por meio da Operação Paperclip, que transformou o V-2 em uma arma para os Estados Unidos.
Os IRBMs são operados atualmente pela República Popular da China, Índia, Israel e Coréia do Norte. Os Estados Unidos, URSS, Paquistão, Reino Unido e França eram ex-operadores.

## IRBMs específicos
| Data * D  | Modelo                  | Alcance km | Km máximo              | País                        |
| --------- | ----------------------- | ---------- | ---------------------- | --------------------------- |
| 1959      | PGM-17 Thor             | 1 850      | 2 400                  | Estados Unidos, Reino Unido |
| Cancelado | Blue Streak             | 3 700      |                        | Reino Unido                 |
| 1962      | R-14 Chusovaya (SS-5)   | 3 700      |                        | União Soviética             |
| 1970      | DF-3A                   | 4 000      | 5 000                  | China, Arábia Saudita       |
| 1976      | RSD-10 Pioneer (SS-20)  | 5 500      |                        | União Soviética             |
| 1980      | S3 IRBM                 | 3 500      |                        | França                      |
| 2004      | DF-25                   | 3 200      | 4 000                  | China                       |
| 2006      | Agni-III                | 3 500      | 5 000                  | Índia                       |
| 2007      | DF-26                   | 3 500      | 5 000                  | China                       |
| 2010      | Hwasong-10/RD-B Musudan | 2 500      | 4 000 (não comprovado) | Coreia do Norte             |
| 2011      | Agni-IV                 | 4 000      |                        | Índia                       |
| 2010      | K-4                     | 3 500      |                        | Índia                       |
| 2017      | Hwasong-12/KN-17        | 3 700      | 6 000                  | Coréia do Norte             |
| 2007      | Shahab-5                | 4 000      | 4 300                  | Irã                         |